# Boutlélis
Boutlélis (em árabe: بوتليليس) é uma comuna localizada na província de Orã, Argélia. De acordo com o censo de 2009, a população total da cidade era de 23 920 habitantes.